# Graphogaster deceptor
Graphogaster deceptor är en tvåvingeart som först beskrevs av Charles Howard Curran 1927.  Graphogaster deceptor ingår i släktet Graphogaster och familjen parasitflugor. Inga underarter finns listade i Catalogue of Life.